# Hey Joe
Hey Joe (иногда Hey Joe, Where You Gonna Go?) — песня, написанная американским композитором и музыкантом Билли Робертсом и ставшая популярной в 60-е годы. Песня повествует о человеке, который решил убить свою неверную жену, а после того как ему это удалось, решил бежать в Мексику.
Самая ранняя версия этой песни была сделана в 1965 году Лос-Анджелесской группой The Leaves, а известность приобрела после того как была записана группой The Jimi Hendrix Experience и выпущена синглом. К тому времени песня обрела новый смысл. Президентом США был в это время Линдон Джонсон (L.B. Johnson), во время президентского срока которого стало приходить много «похоронок» с Вьетнамской войны. В народе тогда распространилось четверостишье: «Эй, ты, эЛ. Би. Джей, скольких ты убил детей?!» А строчки из песни «Эй, Джо?» стали ещё одним обращением к президенту: «Эй, Джо! Что ты собираешься делать с оружием в твоей руке?»
Британский журнал «New Musical Express» включил данную композицию в исполнении The Jimi Hendrix Experience в свой список «500 величайших песен всех времён», разместив её в нём на 496-ю позицию.

## Использование в поп-культуре
- Песня в исполнении Майкла Пита совместно с группой The Twins of Evil прозвучала в фильме 2003 года «Мечтатели»[5].
- Версия Deep Purple была использована в игре Vietcong, выпущенной в 2003 году[6].
- В исполнении Шарлотты Генсбур звучит во время финальных титров в фильме Ларса фон Триера «Нимфоманка»[7].
- В исполнении Джонни Халлидей на французском языке звучит в фильме Ридли Скотта Хороший год.